# City to City
Albums de Gerry Rafferty
Can I Have My Money Back
(1971) Night Owl
(1979)
City to City est un album de l'auteur-compositeur-interprète écossais Gerry Rafferty. Cet album a eu un grand succès et fut numéro un aux États-Unis, et cinq fois disque de platine depuis 1988.

## Titres
Cet album raconte un voyage entre différentes villes. Toutes les chansons ont été écrites par Gerry Rafferty.
1. The Ark – 5:36
2. Baker Street – 6:01
3. Right Down The Line – 4:20
4. City to City – 4:51
5. Stealin' Time – 5:39
6. Mattie's Rag – 3:28
7. Whatever's Written in Your Heart – 6:30
8. Home and Dry – 4:52
9. Island – 5:04
10. Waiting for the Day – 5:07

## Personnel
- Gerry Rafferty – chanteur, guitare acoustique, chœurs y piano
- Gary Taylor – basse y chœurs
- Henry Spinnett – batterie
- Hugh Burns – guitare
- Tommy Eyre – piano électrique, grand piano, moog, orgue, claviers y arrangements
- Graham Preskett – fiddles, arrangements y mandoline

### Personnel supplémentaire
- Andy Fairweather-Low – Guitare rythmique
- Glen LeFleur – tambourin, percussions y batterie
- Brian Cole – guitare y dobro
- Nigel Jenkins – guitare
- Micky Moody – guitare acoustique
- Raphael Ravenscroft – saxophones
- Paul Jones – harmonica
- Hugh Murphy – tambourin
- Willy Ray – accordéon
- Joanna Carlin – chœurs
- Barbara Dickson – chœurs
- Jerry Donahue – guitare
- Roger Brown – chœurs
- Vivian McAuliff – chœurs
- John McBurnie – chœurs
- Rab Noakes – chœurs

## Charts
Album
| Année | Chart                | Position |
| ----- | -------------------- | -------- |
| 1978  | Billboard Pop Albums | 1        |

Single
| Année | Titre                 | Chart                        | Position |
| ----- | --------------------- | ---------------------------- | -------- |
| 1978  | "Baker Street"        | Billboard Adult Contemporary | 4        |
| 1978  | "Baker Street"        | Billboard Pop Singles        | 2        |
| 1978  | "Right Down the Line" | Billboard Adult Contemporary | 1        |
| 1978  | "Right Down the Line" | Billboard Pop Singles        | 12       |
| 1979  | "Right Down the Line" | Billboard Pop Singles        | 17       |

## Certifications
| Pays              | Certification | Unités certifiées |
| ----------------- | ------------- | ----------------- |
| États-Unis (RIAA) | Platine       | 1 000 000         |
| Royaume-Uni (BPI) | Or            | 100 000           |